# Cinéma acadien
Pour un article plus général, voir Cinéma canadien francophone.
Le cinéma acadien est le cinéma qui est réalisé par les Acadiens, principalement en Acadie.
Les Acadiens forment une minorité francophone dans les provinces Maritimes majoritairement anglophones globalement, mais sont majoritaires dans les principales régions acadiennes où la société se déroule principalement en français.

## Histoire

### Premières apparitions au grand écran
Le film américain An Arcadian Elopement, tourné en 1907, est le premier à traiter des Acadiens ; il reprend toutefois le mythe de l'Acadie terre promise. Entre 1908 et 1929 s'ensuivent six versions d'Evangéline, le poème d'Henry Longfellow inspiré de la déportation des Acadiens. C'est d'ailleurs cette œuvre qui inspire Evangeline (en), le premier film canadien, tourné en 1913. Les frères Joseph et Sam De Grasse comptent parmi les pionniers du cinéma américain durant les années 1910.

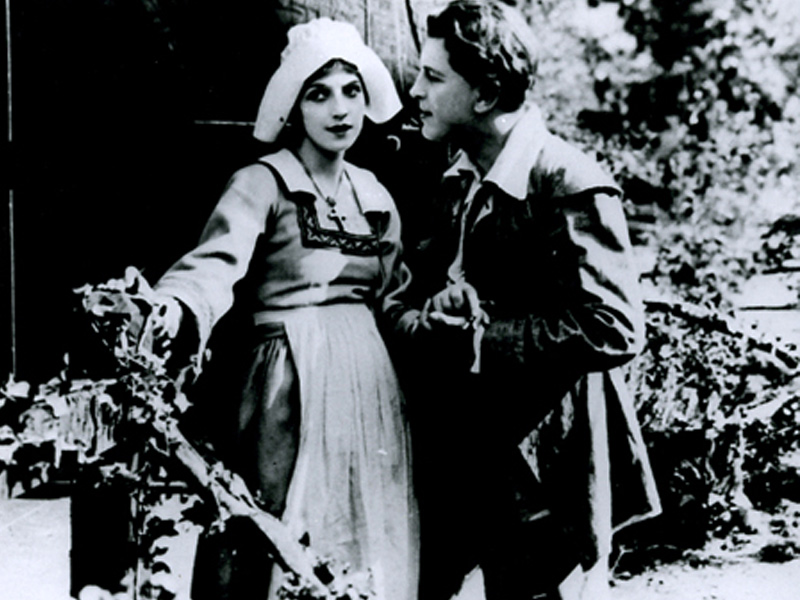
Scène du film Évangéline (1913).
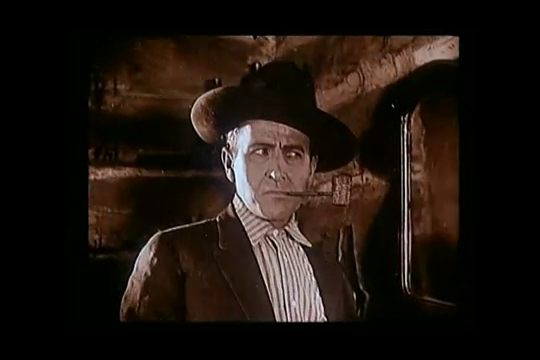
Sam De Grasse, dans La Fille des monts (1919).

Le court métrage The Acadians est coproduit par l'ONF en 1947. L'enfilade de scènes pittoresques a été décrite comme un « chef-d’œuvre de condescendance coloniale ». Il faut attendre 1948 pour qu'un premier documentaire, Louisiana Story, de l'Américain Robert Flaherty, montre une image des Acadiens dénuée de tout mythes ou préjugés coloniaux. Les tapis houqués sont l'un des sujets d'un autre film sur les Acadiens, Coup d'œil, produit par l'ONF en 1950. En 1952, le Québécois Roger Blais réalise, pour le même studio, Voix d'Acadie, un court film d'archives considéré comme l'un des premiers témoins réels de la culture acadienne, dans ce cas la chorale du Collège Saint-Joseph. Les réalisateurs québécois Michel Brault et Pierre Perrault doivent la révéler. En 1969, L'Acadie, l'Acadie de Brault et Pierre Perreault marquent tous deux le début de l'expression acadienne. Ce film est un documentaire sur les mouvements étudiants à l'Université de Moncton entre 1968 et 1969. De plus, c'est à partir de ce moment que la fierté nationale marque pluseiurs œuvres et les événements culturelles. Ainsi, dans Éloge du chiac (1969), une institutrice discute avec ces élèves afin d'expliquer la nature du chiac.

### Fondation d'un véritable cinéma acadien

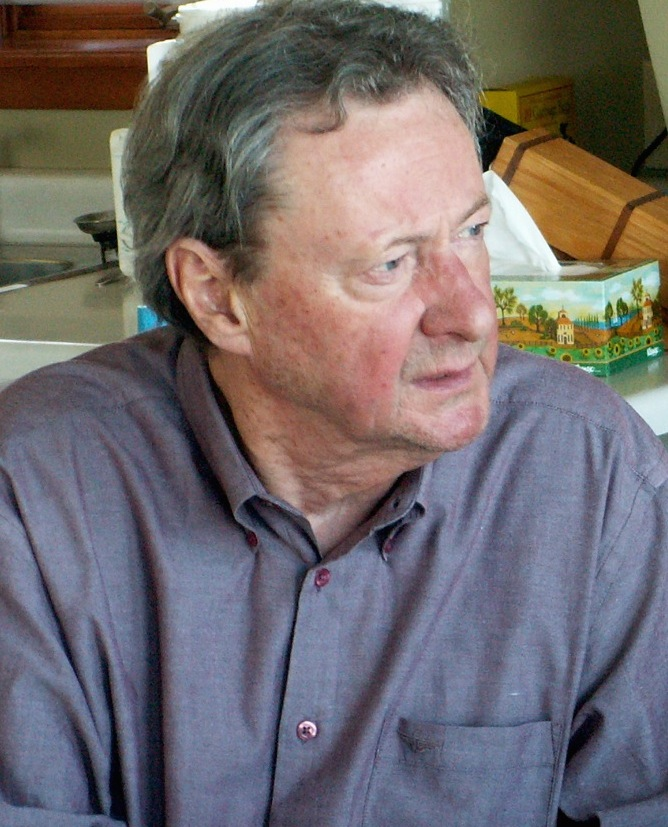
Léonard Forest

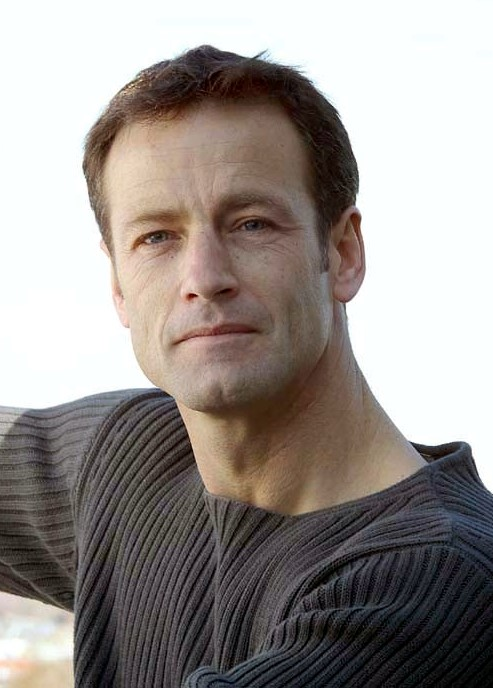
Phil Comeau

Le cinéaste acadien Léonard Forest, né aux Massachusetts de parents de Moncton, est employé de l'ONF en 1953. Il produit 60 films et réalise 12 films durant trente ans, dont six ayant trait à l'Acadie, dont il est l'un des « poètes le plus lyrique ». Forest, appuyant probablement la pensée du Français Émile Durkheim, considère que le documentaire fait partie de l'évolution de la pensée acadienne et est comparé au Britannique John Grierson, sauf pour son refus d'outrepasser l'esthétique, mais est probablement plus inspiré par l'Américain Robert Flaherty dans son désir de dégager le récit des vies individuelles et réelles. Il s'inspire du néoréalisme italien des années 1940 et 1950. En 1954, il produit un premier film, La femme de Ménage, réalisé par Roger Blais d'après le roman d'Anne Hébert. Le documentaire Les Aboiteaux, considéré comme le réel début du cinéma acadien, est réalisé par Roger Blais en 1955, selon un scénario de Léonard Forest, souvent improprement décrit comme le réalisateur. Ce film mêle le documentaire et la fiction. Les Pêcheurs de Pomcoup, écrit et réalisé par Forest en 1956, est le premier documentaire maritime. D'inspiration mystique mais montrant de façon réaliste des pêcheurs d'espadons, il est un contrepoint entre l'équipage en mer et les villageois. Léonard Forest prend dix ans à réaliser le court métrage Acadie Libre (1969) sur un colloque tenu en 1966 sur la situation socio-économique des Acadiens. Il constitue en fait un préambule du long métrage Les Acadiens de la Dispersion, réalisé en 1967. Ce film, rejeté par les intellectuels mais applaudi par les jeunes, examine la culture acadienne sur le plan international. En 1971, Forest réalise, dans la veine du cinéma direct, le premier film expérimental docu-fiction, La Noce est pas finie, avec la musique de Georges Langford et la participation de pêcheurs à titre d'acteurs. L'action, improvisée, se déroule dans le village fictif de Lachigan et est une parabole de la transformation culturelle de l'Acadie. D'ailleurs, son dernier film acadien, le documentaire Un soleil pas comme ailleurs réalisé en 1972 sur la situation socio-économique de la Péninsule acadienne, montre des Acadiens prenant parole contre le gouvernement tentant de les déplacer en ville.
Forest est aussi l'instigateur du Studio Acadie du Programme français de l'ONF, qui ouvre ses portes à Moncton en 1974. Respectant son mandat de « donner aux Acadiens et au reste du monde une interprétation de l'Acadie par des Acadiens », le studio a produit plus de 80 films et en a coproduit une vingtaine avec des producteurs de la région, la plupart étant des documentaires. Ce programme permet aussi aux étudiants en cinéma de travailler durant l'été.
En 1974, le programme de langue française de l'ONF est décentralisé, dans le cadre de Régionalisation Acadie, faisant de Moncton une plaque tournante du cinéma acadien; cette année est décrite comme celle de sa naissance d'une production acadienne. Paul-Eugène LeBlanc produit douze films à l'ONF de 1974 jusqu'en 1980, avec les réalisateurs Charles Thériault (Une simple journée), Luc Albert (Y a du bois dans ma cour), Anna Girouard (Abandounée), Claude Renaud (La Confession, Souvenir d'un écolier), Phil Comeau (La Cabane, Les Gossipeuses), Robert Haché (Au boutte du quai), et Laurent Comeau, Suzanne Dussault et Marc Paulin (Le Frolic, cé pour ayder). Rhéal Drisdelle produit en 1981 les films de Denis Godin (Armand Plourde, une idée qui fait son chemin), de Phil Comeau (J'avions 375 ans), et de Denis Morissette (Arbres de Noël à vendre).
En parallèle, des initiatives privées se développent à Moncton, Edmundston, et Caraquet; Denis Godin, Phil Comeau, Rodolphe Caron et Rodrigue Jean réalisent chacun des films avec leurs maisons de production privés entre 1977 et 1986. Suivra l'ouverture de nouvelle maisons de productions à Moncton par des producteurs.
Il faudra attendre jusqu'à 1994 pour voir le premier long métrage indépendant de fiction, Le secret de Jérôme co-écrit et réalisé par Phil Comeau. Ce film tourné à Caraquet sera diffusé dans une 20e de salles en Acadie et au Québec. Plusieurs cinémas anglophones des provinces maritimes vont ainsi diffuser un premier film francophone.

### Les cinéastes acadiens
- Phil Comeau est né à Saulnierville, N.E. et habite Moncton et Montréal. Prolifique, il est réalisateur et souvent aussi le scénariste de plus de 110 productions en fiction, en documentaire et en télésérie qui se sont mérité près de 700 prix aux festivals de films canadiens et internationaux. Ses réalisations ont eu des diffusions sur plus de 75 réseaux de télévisions dans près de 200 pays, et certaines productions ont été traduits jusqu'à dans 27 langues. Il s'est intéressé eu cinéma jeune en fondant à son école secondaire des clubs de théâtre et de cinéma. Il fait ensuite ses études en Art dramatique à l'Université de Moncton et se lance professionnellement en cinéma auprès de l'Office national du film du Canada en écrivant et réalisant son premier film de fiction La Cabane (1977), où des adolescents confrontent les mœurs dans une communauté acadienne. Il réalise ensuite le très populaire Les Gossipeuses (1978), une comédie sur les frasques de trois commères acadiennes, film qui est encore aujourd'hui considéré un film culte. À la suite des restrictions du gouvernement fédéral en 1980, on ferme le Studio à Moncton de l'Office national du film de Canada. Phil Comeau réagit à cette perte en ouvrant sa propre boite de production «Ciné-Baie» et tourne quatre documentaires, tout en militant farouchement avec les autres cinéastes acadiens pour faire ouvrir à nouveau le studio régional de l'ONF. Deux ans plus tard, quand l'ONF ouvre à nouveau son studio à Moncton, plusieurs cinéastes jugés "radicales" sont mis sur une liste noire et plusieurs abandonnent le métier ou s'exilent. Phil part à Paris pendant un an, avec une bourse France-Acadie, pour suivre des stages en cinéma sur des tournages de films de long métrage et approfondi ses connaissances. Il revient en Acadie, mais constatant l'absence de maisons de productions indépendantes au Nouveau-Brunswick il s'exile à Montréal à son tour. D'ici, il réalise quelques films incluant le premier film de fiction acadienne pour enfants Le Tapis de Grand-Pré (1985) qu'il tourne à Chéticamp en Nouvelle-Écosse et aussi nombreuses séries dans une vingtaine de pays tel que les séries Archeologie et la série populaire Mayday qui sera diffusé au travers le monde. À Montréal, il tourne la série de fiction Tribu.com qui reçoit des cotes d'écoute de 1,3 million d'auditeurs. En Acadie, il réalise le premier long métrage acadien indépendant Le Secret de Jérôme (1994), film qui remporte 15 prix et qui est présenté à l'UNESCO à Paris. Le scénario de ce long métrage, tourné à Caraquet au Nouveau-Brunswick, est inspiré de l'histoire vraie d'un étranger muet et amputé qu'on retrouve abandonné sur la plage et dont la présence changera le destin de toute une communauté. En France et en Roumanie, Phil Comeau va tourner deux autres longs téléfilms, Le crash du siècle et Teen Knight. Il réalise à Bouctouche au Nouveau-Brunswick le remake d'une série en 12 épisodes La Sagouine (2006) avec la comédienne Viola Léger. Diffusé à Radio-Canada, son coffret DVD devient un Bestseller au Canada francophone. En 2011, Phil réalise la série documentaire populaire Les Acadiens du Québec animé par le conteur québécois d'origine acadienne Fred Pellerin. Il tourne aussi cinq longs métrages documentaires incluant Frédéric Back, grandeur nature (2012) qui reçoit trois Prix du public au Canada et aux États-Unis et deux nominations aux Prix Gémeaux; Ron Turcotte, jockey légendaire (2013) qui récolte 4 prix dont le Meilleur film au Festival international de films de Palerme, ainsi qu'une nomination aux Prix Gémeaux; Zachary Richard, toujours batailleur (2016) qui remporte 20 prix. Ce film acclamé par la critique reçoit aussi deux nominations aux Prix Gémeaux pour Meilleure réalisation et Meilleur scénario et est présenté aux Nations unies à Genève en 2017, une première pour un film acadien. Il écrit et réalise ensuite le long métrage Vague d'Acadie (2018), sur le sujet du rayonnement des artistes acadiens en musique et gagne plusieurs prix aux festivals, dont à Paris et à Los Angeles. En 2022, il écrit et réalise le long métrage docu-fiction L'Ordre secret sur la société sécrète Ordre de Jacques Cartier (La Patente). Ce film va tenir l'affiche dans les cinémas du Nouveau-Brunswick pendant 4 semaines, sera diffusé publiquement plus de 300 fois au travers le Canada et se mérite nombreuses reconnaissances dont le Prix du public au festival FICFA. Ses récents documentaires auto-produits sur la diaspora acadienne sont des succès planétaires avec plus de 250 sélections officielles dans une soixantaine de pays. Belle-Île-en-Mer, île bretonne et acadienne (2016) reçoit 34 prix, le film Belle-Île en Acadie (2019) reçoit 458 prix et sera reconnu comme un Record du monde GUINNESS, et Racines, diaspora & guerre (2023) reçoit 116 prix. Pour sa contribution au rayonnement national et international de la culture et du cinéma acadien, Comeau a été fait membre de l'Ordre du Canada[7], de l'Ordre du Nouveau-Brunswick, de l'Ordre des francophones d'Amérique, de l'Ordre de la Pléiade de l'Assemblée parlementaire de la Francophonie (OIF), et est fait "Officier" de l'Ordre des Arts et des Lettres de la France. Il reçoit des Doctorats d'honneur des deux universités acadiennes. Phil Comeau, membre de conseils d'administration de nombreuses associations professionnelles, a été président du Front des réalisateurs indépendants du Canada (FRIC) jusqu'en 2019. En 2021, il est en nomination pour le "Prix Gémeaux de la production canadienne s'étant le plus illustrée à l'étranger".
- Rodolphe Caron, de Lac-Baker (N.B.), fut cadreur pour 11 films avant de devenir réalisateur de trois documentaires avec l'ONF. Il fut également cofondateur, à Edmundston, de Cinémarévie Coop Ltée, la seule coopérative de production cinématographique acadienne. Le but fixé par cette coopérative est de former des cinéastes et des équipes de production dans le Madawaska, où la population se considère autant brayonne, acadienne que canadienne-française. Caron y réalisa deux autres documentaires, Le cœur (1994), portant sur un groupe de bénévoles apportant du réconfort aux patients et aux malades en phase terminale de l'hôpital régional d'Edmundston, et Le Champion (1996), sur Hermel Volpé, champion de tir à l'arc aussi originaire du Comté de Madawaska. Depuis, il a réalisé avec l'ONF des documentaires au sujet de Léonard Forest, Marie Hélène Allain et la Congrégation Notre-Dame-du-Sacré-Cœur.
- Ginette Pellerin est originaire de Trois-Rivières (Qué). Depuis son arrivée à Moncton en 1975, elle se dévoue entièrement à la production cinématographique. Cofondatrice des productions Phare-Est Inc. Elle travaille d'abord comme assistante, puis réalise ensuite trois films avec l'ONF, dont : L'Âme sœur (1991), un documentaire sur la vie et les réalisations de religieuses de la communauté des Hospitalières de Saint-Joseph et Évangéline en quête (1996), un docudrame explorant les aspects mythiques et réels de l'héroïne de Henry Wadsworth Longfellow, Évangéline.
- Herménégilde Chiasson est né à Saint-Simon (N.B.). Artiste multidisciplinaire, cofondateur des Productions Phare-Est à Moncton et ancien lieutenant-gouverneur du Nouveau-Brunswick, Herménégilde Chiasson commença sa carrière de cinéaste en 1985. Il réalisa plus d'une dizaine de films, dont les plus connus sont Le Grand Jack (1987), un docudrame inspiré de la vie de Jack Kerouac, Robichaud (1989), un documentaire sur le règne politique de Louis J. Robichaud, et Les Années Noires (1995), un docudrame racontant les événements politiques, économiques et sociaux qui ont mené à la déportation des Acadiens en 1755.
- Anne-Marie Sirois du comté de Madawaska (N.B.) est animatrice, dessinatrice-scénariste et caricaturiste, et réalisa deux films d'animation pour l'ONF et deux autres pour Cinémarévie Film Coop. Son premier film, intitulé Maille Maille/Stitches in Time (1987), met en scène deux femmes âgées qui se racontent leurs souvenirs en tricotant. Puis, dans le film Animastress (1994), la réalisatrice présente des êtres humains qui ont « absorbé » le stress imposé aux poulets destinés à l'alimentation humaine.
- Rodrigue Jean, de Caraquet (N.B.) réalise les longs métrages "Full Blast", "Yellowknife" et Lost Song (2008), et gagne le prix du meilleur film canadien au Festival international du film de Toronto.
- Renée Blanchar, de Caraquet (N.B.), dont le troisième film, intitulé Vocation Ménagère (1996), raconte la vie de ménagères au service de prêtres catholiques. Elle écrit et réalise la série "Belle-Baie" pour Radio-Canada.
- Jacques Savoie naît à Edmundston (N.B.). Écrivain et membre cofondateur, dans les années 1970, du groupe Beausoleil-Broussard, il réalise un film 1982: Massabielle, tiré de son roman Raconte-moi Massabielle. Ce film raconte l'histoire de Pacifique Haché, exproprié de sa terre et qui refuse de partir. Il rencontre une jolie femme, avec laquelle il trouve la solution pour se sortir de sa fâcheuse situation. Son histoire ressemble à celle de Jackie Vautour et des familles qui ont été expropriées pour permettre la création du parc national de Kouchibouguac. Savoie a écrit les scénarios des films Les Portes tournantes (1988), réalisé par Francis Mankiewicz, et Le Violon d'Arthur (1990), réalisé par Jean-Pierre Gariépy, et des fictions pour la télévision, dont Bombardier.
- Bettie Arseneault de Charlo (N.B.) fut assistante réalisatrice de différentes productions cinématographiques et télévisuelles. Elle réalisa ensuite deux films avec l'ONF : Bateau bleu, maison verte (1985), un documentaire sur les habitations et les embarcations très colorées de l'Acadie et De retour pour de bon (1994), un documentaire sur le retour chez eux d'Acadiens ayant vécu plusieurs années à Montréal.
- Claudette Lajoie, de Grand-Sault (N.B.), fut recherchiste pour des productions réalisées en vidéo et réalisatrice et intervieweuse à Télé-Public, une chaîne communautaire desservant le Nord-Est du Nouveau-Brunswick. Elle réalisa ensuite quatre documentaires pour l'ONF. Son premier documentaire, Une sagesse ordinaire (1983), présente la sage-femme Édith Pinet, de Paquetville. Quant au film intitulé Les Femmes aux filets (1987), il raconte la vie de travailleuses dans des usines de transformation du poisson dans la Péninsule acadienne.
- Robert Awad, de Kedgwick (N.B.), fit ses débuts en 1974 comme animateur. Il poursuivra sa carrière en réalisant sept films avec l'ONF. Le personnage principal de son premier film, une satire intitulée Truck, un genre de steampunk, explique de quelle manière se serait déroulé l'histoire de l'Acadie si on avait inventé le camion en 1755. Son film intitulé L'Affaire Bronswik/The Bronswik Affair (1978) est une comédie sur l'influence de la publicité sur les gens. Quant à Automania (1994), c'est une comédie sur un homme obsédé qui veut absolument se rendre à son travail dans son auto.
- Monique LeBlanc, de Bouctouche (N.B.), dont le premier film The Acadian Connection/Le Lien acadien (1995), jette un regard affectueux sur les membres de la famille LeBlanc, dispersés partout en Amérique du Nord mais conservant tout de même des liens étroits avec leur héritage acadien. Elle est aussi productrice.
- Dano Leblanc, de Moncton (N.B.) La bande-dessinée Acadieman, créée au début des années 2000[8], est adaptée en série animée par Télévision Télévision Rogers. À la suite du succès des trois saisons, le long métrage Acadieman vs. le C.M.A. est réalisé en 2009. Il est diffusé sur CapAcadie.com, à la Télévision Rogers et dans quelques salles.
- Paul-Émile d'Entremont de Halifax (Nouvelle-Écosse) a réalisé plusieurs documentaires et est aussi réalisateur à la télévision de Radio-Canada et de RDI.
- Glen Pitre, né à Cut Off en Louisiane, est le premier réalisateur francophone cadien. En 1983, après avoir réalisé un premier court métrage apprécié, il est admis à l'Institut Sundance. En 1986, il écrit et réalise Belisaire, le Cajun, son premier long métrage et son premier film en anglais [2]. Depuis, il continue d'écrire et réaliser des films.
- Autres cinéastes comptent Julien Cadieux (Shediac, N.B.), Chris LeBlanc, de Tracadie (N.B.), Paul Bossé (Moncton, N.B.), Denise Bouchard (Caraquet, N.B.) Fabien Melanson (Halifax, N.É.), Aube Giroux (Wolfville, N.É), Gilles Doiron (Moncton, N.B.), Marie Cadieux (Moncton, N.B.) et Emmanuelle Landry (Moncton, N.B.)

## Diffusion
Il existe quelques salles de cinéma francophone en Acadie, dont Caraquet, Tracadie, Edmundston et Grand-Sault. À Moncton, le cinéma du Palais Crystal réservait deux salles pour les films en français pendant quelques années.

## Liste d'acteurs acadiens
- Philip Bourneuf
- Isabelle Cyr
- Joseph De Grasse
- Sam De Grasse
- Ryan Doucette
- Christian Essiambre
- Viola Léger
- René Lemieux
- Diane Losier
- Robert Maillet
- Gabriel Robichaud
- André Roy
- Marcel-Romain Thériault
- Marie-Jo Thério

## Liste de cinéastes acadiens
- Robert Awad
- Renée Blanchar
- Herménégilde Chiasson
- Phil Comeau
- Joseph De Grasse
- Gilles Doiron
- Paul-Émile d'Entremont
- Léonard Forest
- Rodrigue Jean
- Monique LeBlanc
- Jacques Savoie
- Anne-Marie Sirois

## Liste des longs métrages acadiens

### Documentaires
- 1967 : Les Acadiens de la Dispersion
- 1971 : La Noce est pas finie
- 1972 : Un soleil pas comme ailleurs de Léonard Forest
- 1992 : Acadie à venir de Herménégilde Chiasson
- 1995 : Le lien acadien/The Acadian Connection de Monique LeBlanc
- 2005 : Les chemins de Marie de Monique LeBlanc
- 2012 : Frédéric Back, grandeur nature de Phil Comeau
- 2012 : Une dernière chance de Paul-Émile d’Entremont
- 2013 : Ron Turcotte, jockey légendaire de Phil Comeau
- 2014 : Les héritiers du club de Renée Blanchar
- 2016 : Simplement Viola de Rodolphe Caron
- 2016 : Zachary Richard, toujours batailleur de Phil Comeau
- 2017 : Nos hommes dans l’Ouest de Renée Blanchar
- 2018 : Modifié de Aube Giroux
- 2019 : VAGUE D’ACADIE de Phil Comeau
- 2021 : Le Silence de Renée Blanchar

### Fictions
- 1994 : Le secret de Jérôme de Phil Comeau
- 1999 : Full Blast de Rodrigue Jean
- 2019 : Pour mieux t’aimer de Denise Bouchard et Gilles Doiron

## Festival de films en Acadie
Le Festival international du cinéma francophone en Acadie (ou FICFA) est un festival de cinéma canadien annuel qui se tient à Moncton, au Nouveau-Brunswick (Acadie).
Le FICFA, dont la programmation officielle offre plus de 100 films de tous genres chaque année, se déroule au mois de novembre. Chaque année, le FICFA attire environ 20 000 cinéphiles, en plus d’accueillir plus de 150 délégués du Canada, de l’Europe et de l’Afrique.
Le FICFA est organisé par l'organisme sans but lucratif Film Zone Inc. qui a pour mission de promouvoir et de rendre accessible le cinéma de la francophonie internationale aux francophones et francophiles de l’Atlantique tout en faisant connaître le cinéma acadien en Acadie et dans la francophonie.